# Jean Mermoz
Jean Mermoz (Aubenton, Aisne, 9 de diciembre de 1901-desaparecido en el océano Atlántico el 7 de diciembre de 1936) fue un pionero de la aviación francesa, conocido por sus heroicos raids y travesías como piloto de la «Aéropostale», donde fue compañero y amigo de otros singulares pilotos como Henry Guillaumet, Vicente Almandos Almonacid y Antoine de Saint-Exupéry. Tanto en Francia, como en Argentina, Brasil y Chile diversas escuelas, colegios y liceos llevan su nombre en recuerdo de sus hazañas durante los primeros años de la aviación en Europa y América del Sur. Fue nombrado Caballero de la Legión de Honor en 1952.

## Biografía
Hijo de Jules Mermoz Butler (?-1940) y Gabrielle Gillet (1880-1955), matrimonio que se separó en 1902 y se divorció en 1922. Mermoz pasó parte de su infancia con sus abuelos, en Mainbressy, una aldea situada al sur de Aubenton en las Ardenas. Mientras su madre trabajaba como costurera en Charlevilles, el niño fue internado en el Hirson Professional College. Cuando la Primera Guerra Mundial estalló en agosto de 1914, sus abuelos huyeron con él a Cantal, donde prosiguió estudios en el Lycée d'Aurillac. Las circunstancias bélicas hicieron que no volviera a ver a su madre, hasta tres años después. Concluida la guerra, la familia se trasladó a París, donde entró en el Liceo Voltaire.
Jean Mermoz se enroló en la Fuerza Aérea Francesa en 1922. Su primera misión como piloto de la fuerza aérea la desempeñó en el Regimiento 11 destinado a Siria. En 1924 volvió a Francia y tras un periodo inactivo fue contratado como piloto comercial por la empresa Latécoère, en Toulouse, donde más tarde llegaría a hacer profunda amistad con Henry Guillaumet y Antoine de Saint-Exupéry. Al crearse la Compagnie Générale Aéropostale (semilla de la futura Air France), Mermoz fue uno de los pioneros de los vuelos a Marruecos y Senegal.
En 1927, Latécoère comenzó a construir su propia marca de aviones para reemplazar los antiguos Breguet 14. El Latécoère 25, (o "Laté 25") y más tarde el Latécoère 26 y el Latécoère 28 probaron su eficacia al volar de Marruecos a Senegal. Pero África era solo un paso en las ambiciones y los sueños de la compañía y del propio Mermoz. El proyecto de Latécoère era crear una aerolínea directa entre Francia y el sur de América Latina. En 1929 se probó la viabilidad del proyecto, Mermoz, Guillaumet y luego otros pilotos sudamericanos volaron sobre los Andes y alcanzar el Océano Pacífico. Durante mucho tiempo, antes de que se establecieran los vuelos transatlánticos, unidades de barcos a vapor completaban el trayecto de "la Línea".
Un vuelo desde San Luis de Senegal hasta Natal, en Brasil, el 13 de mayo de 1930 partió para completar el recorrido. Sin embargo, el avión modificado Laté 28 "Comte-de-la-Vaulx" no garantizaba la seguridad y, tras una amerizaje en plena tormenta, se hundió en el Océano Atlántico. Mermoz, su tripulación y pasajeros fueron rescatados. Ese año de 1930, se casó con Gilberte Chazottes.
En 1933, Mermoz fue nombrado inspector general de la Aéropostale. Durante estos años, Mermoz profundizó su amistad con Saint-Exupéry y Guillaumet, con los que desarrolló una intensa y en ocasiones heroica tarea como pioneros de la aviación comercial en Brasil, Chile y la Argentina. Se ha documentado que de 1934 a 1936, Mermoz realizó 24 misiones privadas a bordo del Latécoère 300.

### Hazaña en la cordillera de los Andes

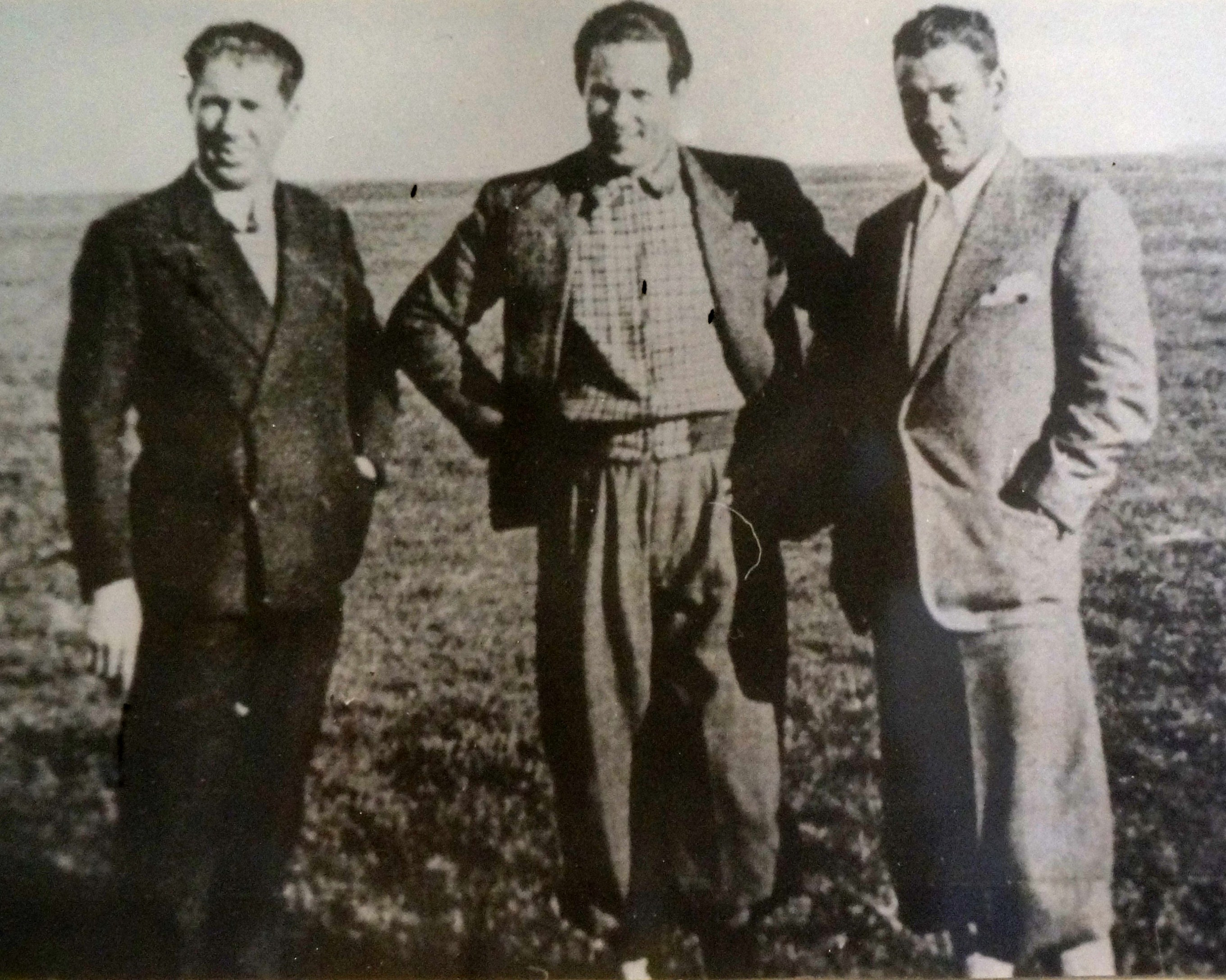
Con Victor Etienne y Guillaumet, en Río de Janeiro.

En 1929, Jean Mermoz era jefe de pilotos en Sudamérica de la línea aérea Latécoère. Una vez establecido el servicio regular de correos entre Buenos Aires y Santiago de Chile, Jean Mermoz, junto a su mecánico Alexandre Collenot, a bordo de la nave Latécoére 25, intentaron el 9 de marzo de 1929 establecer una nueva ruta entre la ciudad de Copiapó en el norte de Chile y la ciudad de La Rioja en Argentina, cruzando el altiplano a 4200 m sobre el mar cerca del paso de Comecaballos próximo a Laguna Santa Rosa, en uno de los puntos más altos de la cordillera de los Andes. Sin embargo, el motor presentó una falla y se vieron obligados a aterrizar en una cornisa en plena cordillera de los Andes. Tras 50 horas intentando reparar el motor, sin alimentos ni vestimenta adecuada, soportando temperaturas de -15 °C y en condiciones de atmósfera baja en oxígeno, ambos debieron liberar peso de la nave empujándola por más de 700 m hasta una explanada donde lograron bajar planeando por la Quebrada de Paipote de regreso hasta el aeródromo Chamonate en la ciudad de Copiapó el día 12 de marzo.

### Desaparición en el océano
El 7 de diciembre de 1936, a las tres y media, el hidroavión Latécoère 300 "Croix du Sud" ("Cruz del Sur") despegó hacia Natal, Brasil, para llevar el correo de Europa hacia Sudamérica. A las seis retornó a la base: una de las hélices de paso variable no funcionaba como correspondía. Mermoz solicitó otro avión para realizar el cruce. Al no haber otro disponible, decidió salir nuevamente con el mismo avión. Los mecánicos intentaron una rápida reparación y a las siete, el aviador francés volvió a despegar. A las diez horas cuarenta y siete minutos, la "Croix du Sud" emitió su último mensaje: "Cortamos motor derecho trasero" ("Coupons moteur arriére droit").

### Sabotaje del "Cruz del Sur"
En 1941 la Comisión Investigadora de Actividades Antinacionales del Parlamento de Uruguay, luego de denuncias presentadas ante el diputado Tomás Brena y Julio Iturbide, llega a la sorprendente conclusión de los dos últimos vuelos de correo aéreo de Air France, y con resultado la muerte de Collenot primero y Mermoz después, fueron resultado de sabotajes de la quinta columna nazi (Partido Nacionalsocialista Obrero Alemán operando en el Uruguay). Las sacas de correo aéreo transportaban las propuestas técnicas y económicas de la licitación de la denominada Obra del Río Negro en Uruguay, la licitación internacional realizada en tres llamados en 1936, para construcción de la planta hidroeléctrica Rincón del Bonete. La licitación solamente recibe Ofertas o propuestas del consorcio Siemens Baunnion y Philipp Holzmann AG de Alemania, y Škoda Works de Austria. Esta y otras artimañas, como falsas noticias y sobornos, fueron empleadas por la Alemania nazi, para deshacerse de las otras propuestas en curso, y obligar a declarar desierta la licitación.

### Tripulación del "Cruz del Sur", el 12/7/1936
- Jean Mermoz, piloto
- Alexandre Pichodou, copiloto
- Henri Ezan, navegador
- Edgar Cruveilher, radio oficial
- Jean Lavidalie, mecánico

## Aviones pilotados por Mermoz
- Latécoère 25, F-AIEH
- Latécoère 28 hydro, "Comte-de-la-Vaulx" F-AJNQ
- Cams 56, F-ALCG
- Couzinet 70, "Arc-en-Ciel", F-AMBV
- Latécoère 300, "Croix-du-Sud", F-AKGF

### Características del Laté 300 "Cruz del Sur"
- Número de cola: F-AKGF
- Dimensiones: 26.2 m x 44.2 m x 6.5 m
- Motores: 4× Hispano-Suiza 12NER, motores V12 refrigerados por agua, 650 hp cada uno
- Velocidad de crucero: 160 km/h
- Peso bruto: 11.3 toneladas
- Rango: 4800 km

## Homenajes
- Poco tiempo después de su muerte, en el año 1937, el correo de Francia honró la imagen de Jean Mermoz con series de sellos postales con su figura.
- En el año 1955 se construyó en los astilleros del Atlántico, en la localidad francesa de Saint-Nazaire, el transatlántico Jean Mermoz, que operó bajo ese nombre hasta 1969; en 1970 pasó a llamarse simplemente Mermoz, funcionando como buque de cruceros; perdió toda relación con el famoso aviador en 1999, cuando fue rebautizado como Serenade (terminó su vida en 2008, vendido como chatarra).
- En Buenos Aires, Argentina, un monumento conmemorativo con la leyenda A Jean Mermoz y sus camaradas, que estuvo ubicado en la acera de la costanera Rafael Obligado, a pocos metros del Aeroparque Jorge Newbery, fue reubicado en noviembre de 2015 en la plazoleta Joseph Kessel, conformada por la rotonda de la avenida Sarmiento y la citada costanera, a unos metros del anterior emplazamiento (Ley 3479 17/8/2010 Legislatura de la Ciudad Autónoma de Buenos Aires).
- La Rue Jean Mermoz es una calle de París entre los Campos Elíseos y Rue Saint-Honoré.
- Una calle céntrica de la ciudad de Natal, capital del estado de Río Grande do Norte, Brasil, lleva su nombre.
- En la localidad argentina de El Talar una calle lleva su nombre.
- En la localidad argentina de Escobar una calle lleva su nombre.
- En la localidad argentina de Puerto Madryn (Chubut) un pasaje lleva su nombre.
- En la ciudad argentina de Trelew (Chubut) una calle lleva su nombre.
- En 1950 se fundó el colegio Alianza Francesa de Curicó, Chile, que lleva el nombre de Lycée Jean Mermoz.
- La escuela de pilotos Institut aéronautique Jean Mermoz fue creada en 1957.
- En la localidad Argentina de Belgrano (Buenos Aires) una escuela lleva el nombre de ''Lycée Franco-Argentin Jean Mermoz''.
- En la localidad Argentina de El Chaltén, en la provincia de Santa Cruz una aguja de las inmediaciones lleva su nombre.[8]
- En Santiago de Chile existió un café o fuente de soda llamada Mermoz, al costado de un antiguo cine, el Miami, en la calle Huérfanos, lugar donde iba habitualmente. En las comunas de Las Condes y Pudahuel hay sendas calles que lo recuerdan. En el Casino de Oficiales de la Base Aérea de Colina había una placa en bronce que daba cuenta de su paso por ese lugar, donde estuvo con frecuencia junto a Saint-Exupéry.[cita requerida]
- En el vecindario El Cobre de la ciudad de Copiapó, Región de Atacama (Chile) una calle lleva su nombre.
- En la localidad Argentina de la Provincia del Chaco, Ciudad de Resistencia, en el centro cultural, activo hace 80 años, El Fogón de los Arrieros, se exhibe un hélice perteneciente a su Avión.
- En Santiago de Chile existe la calle Jean Mermoz, que va desde Avenida Apoquindo hasta la calle Las Torcazas.

## Obras
- Mermoz, Jean (2014). Los aires roturados. Granada: Macadán. ISBN 9788494129742.
- Défricheur du ciel: correspondance, 1923-1936 (Bernard Marck (ed.), Archipel, 2006) ISBN 9782841873449;
- Mes vols (1937), París: Flammarion, 2001;